# Dichanthium
Dichanthium  Willemet é um género botânico pertencente à família Poaceae, subfamília Panicoideae, tribo Andropogoneae. Também conhecida como Grama Azul.
O gênero apresenta aproximadamente 60 espécies. Ocorrem na África, Ásia, Australásia, Pacífico, América do Norte e América do Sul.

## Sinônimos
- Diplasanthum Desv.
- Eremopogon Stapf
- Lepeocercis Trin.

## Principais espécies
| - Dichanthium aristatum - Dichanthium annulatum - Dichanthium aristatum - Dichanthium armatum - Dichanthium caricosum - Dichanthium concanense - Dichanthium erectum - Dichanthium fecundum - Dichanthium foulkesii - Dichanthium foveolatum - Dichanthium jainii - Dichanthium ischaemum | - Dichanthium mccannii - Dichanthium micranthum - Dichanthium mucronulatum - Dichanthium oliganthum - Dichanthium panchganiense - Dichanthium paranjpyeanum - Dichanthium queenslandicum - Dichanthium sericeum - Dichanthium setosum - Dichanthium tenue - Dichanthium tuberculatum |

- «PPP-Index Lista completa»